# Kindtanden
Kindtanden er et vandtårn beliggende i Korsør. Arkitekten bag værket er Eggert Pals Frandsen, som vandt den konkurrence, der var udskrevet i 1948, om at tegne byens nye vandtårn.
Det er muligt at komme op i det 30 meter høje vandtårn flere gange årligt, når Korsør Turisbureau afholder ture. Tårnet har cirka 130 trin til tops på en vindeltrappe i den centrale stolpe, der holder vandbeholderen med kapacitet på 350 m3. Udformningen af tårnet ligner en kindtand, hvorfor det populære navn.

## Galleri
- Indgangen til Kindtanden